# Чамский язык
Чамский язык (самоназвание —  چام‎ / ꨌꩌ) — язык тямов, народа, проживающего в Юго-Восточной Азии. Относится к чамской группе малайско-полинезийской подсемьи австронезийской языковой семьи. Число носителей составляет около 395 000 человек, из них около 290 000 человек — в Камбодже и около 100 000 — во Вьетнаме. Некоторое количество носителей имеется также в Таиланде и Малайзии. Часто выделяют 2 диалекта (или отдельных языка): западный (в Камбодже) и восточный (во Вьетнаме).
В России изучением чамского языка занималась сотрудница Института востоковедения РАН Наталья Алиева.

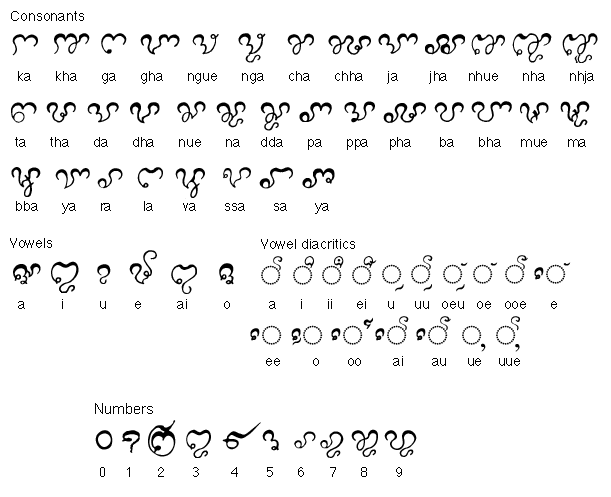
Восточно-чамское письмо

Для записи чамского языка используются чамское письмо, арабский и латинский алфавиты. Латинский алфавит для чамского языка: A a, ă, B b, Bh bh, Ƀ ƀ, Ch ch, Chh chh, D d, Dh dh, Dj dj, Đ đ, E e, ĕ, ê, G g, Gh gh, H h, I i, ĭ, J j, Jh jh, K k, Kh kh, L l, M m, N n, Ng ng, Nh nh, O o, ŏ, ô, ơ, P p, Ph ph, R r, S s, T t, Th th, U u, ŭ, ư, W w, Y y.